# Говрі Парваті Баї
Утріттаті Тірунал Говрі Парваті Баї (1802—1853) — правителька південноіндійської держави Траванкор, регентка при малолітньому Сваті.

## Життєпис
Донька Кейї Тампурана, брата магараджі Баларами Варми, та Аттхам Тірунал, рані Аттінгала. Прийшла до влади після смерті своєї старшої сестри Говрі Лакшмі Баї. Втім її влада була номінальною, оскільки самій регентші-магарані було 13 років. Фактично владу мав батька Сваті — Коїл Тампуран.
Втім з самого початку розпочалися конфлікти в центральному уряді, внаслідок чого між давані (на кшталт прем'єр-міністра) та британським резидентом Джон Мунро, на нетривалий час змінилося 4 давані. Лише у 1817 році призначено здібного давані Редді Рао, який перебував на посаді до 1821 року. Після зміни британського резидента новим давані став Венкатта Рао, який перебував на посаді до 1830 року.
Під впливом британської резидентури було проведено реформи стосовно урівняних у правах різних релігійних груп та багатьох каст. Також було дозволено зводити будинки в незалежності від належності до якихось посад чи знатного роду, те саме торкнулося подорожей паланкинами і слонами. 1817 року з ініціативи Говрі Парваті Баї запроваджено державну освіту для подолання неписьменності серед усього населення держави.
Разом з тим новий уряд намагався поліпшити економічне становище держави, для чого почали висаджувати плантації кави. У 1818 році укладено торговельний договір з британською адміністрацією Цейлону (сучасна Шрі-Ланка) на постачання до Траванкору тютюну.
У 1819 році магарані-регентша переконала нового британського резидента МакДонелла надати дозвіл збільшити військо з 700 осіб до 2 тис. вояків. У 1823 році магарані було надано полегшення жінкам під час проведення державних свят, зокрема скасовано обов'язок носити смолоскипи.
У 1829 році передала владу небожу Сваті, втім залишалася порадницею його та наступного магараджі до самої смерті у 1853 році.